# Гросс, Отто
Отто Ганс Адольф Гросс (нем. Otto Hans Adolf Gross; 1877—1920) — австрийский психоаналитик, один из первых учеников Фрейда, сторонник идей свободной любви, предтеча антипсихиатрии и контркультуры.

## Биография
Отто Гросс родился в Гнибинг-Вайсенбахе в семье известного криминалиста Ганса Гросса. Во время путешествия в Южную Америку пристрастился к кокаину. Начинал карьеру психиатра как ассистент Эмиля Крепелина. С 1904 года работал в русле психоанализа. Гросс отрицал полезность таких психологических механизмов, как вытеснение. Основную причину невротических расстройств он видел в подавлении собственного либидо и не стеснялся вступать в сексуальные отношения с пациентками.
Чтобы не компрометировать себя, Фрейд был вынужден порвать отношения с Гроссом и направил его (в 1908 году) пройти психоаналитический курс у Карла Юнга в Швейцарии. Эта встреча с «потерянным братом-близнецом» оказала огромное влияние на Юнга, который на какое-то время сам оказался в положении пациента Гросса. По признанию Юнга, именно Гросс подсказал ему идею категоризации людей по типу «интроверсия — экстраверсия».
Разочаровавшись в эффективности психоанализа, Гросс заинтересовался анархическими идеями Кропоткина и неоязыческими взглядами Бахофена, а также учением Ницше о сверхчеловеке. Несмотря на попытки отца добиться его помещения в психиатрический стационар, Гросс вёл активную жизнь в радикальной коммуне Монте Верита (Аскона, Швейцария). Среди его многочисленных любовниц были известные в немецком обществе сёстры-баронессы Рихтгофен, Фрида и Эльза (мать его сына).
Последние годы жизни Гросс провёл в нищете, страдая от венерических заболеваний и пристрастия к морфию, преследуемый полицией за радикально-анархические воззрения. Некоторые авторы сообщают, что он умер от пневмонии в берлинской больнице, другие — что его нашли замерзшим на заснеженной улице.

## В кинематографе
В фильме «Опасный метод» (2011) режиссёра Дэвида Кроненберга (по мотивам пьесы Кристофера Хэмптона «Исцеление беседой», источником которой в свою очередь послужил роман Джона Керра «Самый опасный метод»), Отто Гросса, гостящего у Юнга в Бургхольцли, сыграл актёр Венсан Кассель. В картине Отто Гросс является второстепенным персонажем, но тем не менее в его образе показаны основные черты прототипа героя.